# Peter Kürten
Peter Kürten (alemão: [ˈpeːtɐ ˈkʏʁtn̩]; 26 de maio de 1883 — 2 de julho de 1931) foi um assassino em série alemão conhecido como "O Vampiro de Düsseldorf" ou o "Monstro de Düsseldorf". Ele cometeu uma série de homicídios e agressões sexuais entre fevereiro e novembro de 1929 na cidade de Düsseldorf. Nos anos anteriores a essa série de crimes, Kürten já tinha uma extensa ficha criminal por ofensas como incêndio criminoso, agressão e tentativa de assassinato. Kürten também confessou os assassinatos, em 1913, de uma menina de 9 anos em Mülheim am Rhein e de uma garota de 17 anos em Düsseldorf.
Descrito pelo cientista forense Karl Berg como "o rei das pervertidos sexuais", Kürten foi considerado culpado em nove acusações de assassinato e sete tentativas de assassinato, sendo sentenciado a morte por decapitação em abril de 1931. Ele foi executado em julho de 1931, aos 48 anos de idade.
Kürten ficou conhecido como "Vampiro de Düsseldorf" porque ele ocasionalmente fazia tentativas de beber o sangue das feridas de suas vítimas. Outra alcunha que recebeu foi de "Monstro de Düsseldorf", com ambos fazendo menção ao fato de que a maioria dos seus crimes ocorreram na área da cidade de Düsseldorf, com outro ponto notório sendo a brutalidade das suas ações, com os corpos sendo mutilados em várias ocasiões.